# Dom Bohumila Hrabala w Pradze
Dom Bohumila Hrabala w Pradze – zburzona kamienica w stolicy Czech, Pradze, w której jedno z mieszkań zajmował od lat 50. do lat 70. XX wieku czeski pisarz, Bohumil Hrabal wraz z małżonką, Elišką Plevovą.

## Czasy Hrabala

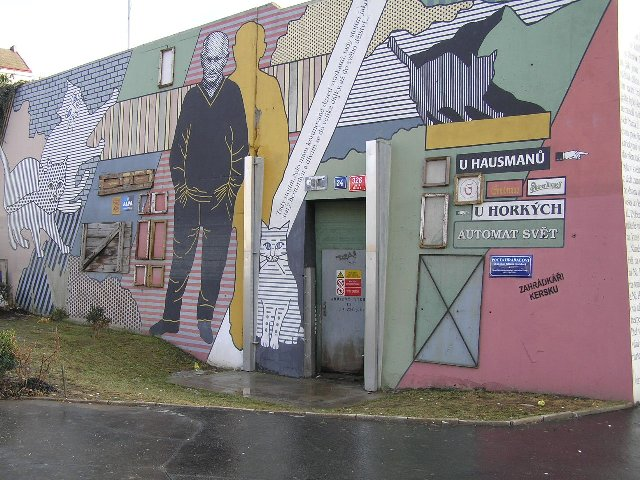
Mural Táňi Svatošovej

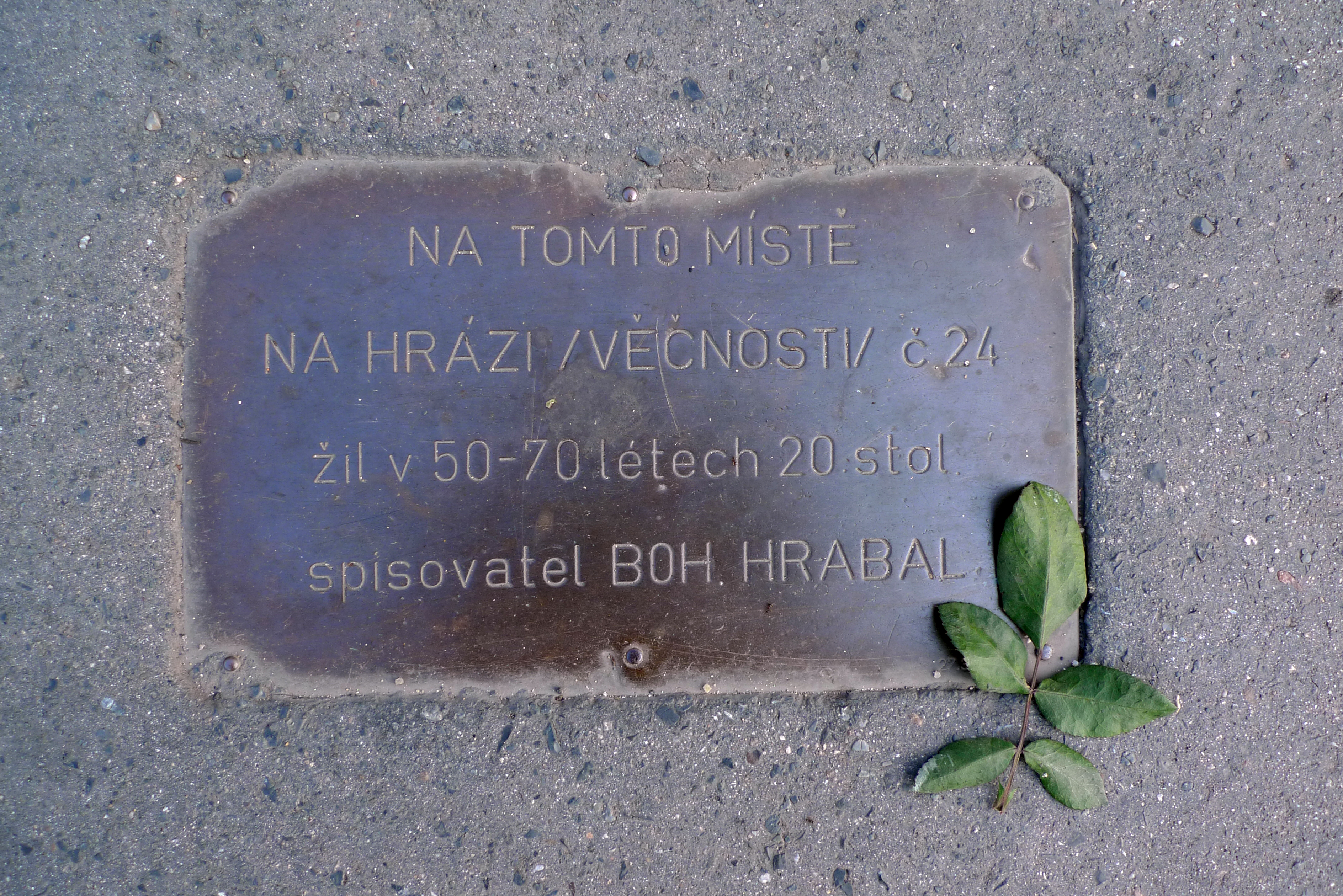
Tabliczka pamiątkowa

Kamienica, w której zamieszkiwał Hrabal mieściła się pod adresem Na Hrázi 24 (pol. Na Grobli) w dzielnicy Libeň. Legendą miejską, podtrzymywaną przez samego pisarza, była nazwa ulicy, którą zapisywano Na Hrázi Věčnosti (pol. Na Grobli Wieczności). Według opisów i wspomnień polskiego biografa Hrabala, Aleksandra Kaczorowskiego, kamienica była stara i zniszczona (ma się wrażenie, że to scena otoczona rzędami galeryjek na piętrach). Na podwórzu, za wspólną toaletą, zlokalizowane było wejście do dawnej kuźni, przebudowanej i przystosowanej do celów mieszkalnych, w której zamieszkiwał pisarz. Mieszkanie to miało kuchnię na wprost drzwi oraz pokój boczny. W 1956 roku do obiektu wprowadziła się żona Hrabala. Pisarz wiódł bardzo towarzyskie życie, w związku z czym (zwłaszcza przed ślubem) mieszkanie było licznie odwiedzane przez różne osoby, bliższych i dalszych znajomych artysty, z których część nawet krótko tu pomieszkiwała (m.in. grafik i malarz Vladimír Boudník, długoletni przyjaciel Hrabala). W lokalu odbywały się wesela w domu (pisarz spisywał w urzędzie dane personalne przypadkowych nowożeńców na dany dzień i ze znajomymi świętował te wesela u siebie w domu, bez udziału i wiedzy par młodych).
Libeň, na którym stała kamienica, był szczególnie ważną dla Hrabala przestrzenią, którą uwiecznił w wielu swoich dziełach. 

## Wyburzenie
Małżeństwo opuściło kamienicę Na Hrázi w 1973 roku i przeprowadziło się do jednego z praskich bloków mieszkalnych. Budynek, wraz z jedną całą pierzeją ulicy, wyburzono w 1988 roku pod tunel linii B praskiego metra i jej stację Palmovka. Powstał tu długi mur oporowy, na którym słowacka artystka Táňa Svatošová (ur. w 1964 roku, przyjechała do Pragi w 1984 roku) namalowała mural z wyobrażeniem Hrabala (5,5 metra wysokości), jego maszyny do pisania produkcji Perkeo oraz szesnastoma kotami, które miał w życiu. Przy wejściu do pomieszczeń technicznych metra wisi stosowna tablica pamiątkowa. 
Eksplozjonizm (ruch artystyczny stworzony przez Vladimíra Boudníka) osiągnął swój szczyt m.in. w fotografiach autorstwa Ladislava Michálka, w tym przedstawiających rozbiórkę starych kamienic na Libni, również domu Hrabala. 